# Осипов, Фёдор Прокофьевич
Фёдор Прокофьевич Осипов (1917—2009) — советский и российский художник и график.

## Биография
Родился 31 января 1917 года в деревне Сюндюково Чебоксарского уезда, ныне Мариинско-Посадского района Республики Чувашия, в крестьянской семье. Брат И. П. Осипова.
В 1924 году поступил в сельскую четырёхлетнюю школу, по окончании которой продолжил учился в школе колхозной молодёжи до 1932 года. Осенью этого же года поступил в Мариинско-посадский техникум землеустройства и мелиорации, который окончил в 1936 году. В 1936—1938 годах работал гидротехником водного хозяйства Народного комиссариата земледелия Чувашской АССР. В 1938 году был призван в Красную армию и стал участником Великой Отечественной войны: окончил ускоренный курс Рязанского артиллерийского училища, воевал в качестве артиллериста. Войну окончил в 1946 году. Находясь на военной службе привлекался к оформлению клубов Домов офицеров.
После демобилизации в 1946 году, вернулся на родину и решил стать художником, поступив сразу на третий курс Чебоксарского художественного училища, которое окончил с отличием в 1949 году; в числе его учителей был В. С. Гурин. Затем Фёдор Прокофьевич был направлен для продолжения учёбы в Ленинградский институт им. Репина, но по состоянию здоровья обучаться там ему не пришлось.
Трудовую деятельность начал в 1949 году художником Чувашского книжного издательства, где проработал по 1980 год (некоторое время — нештатно). Был директором Чувашской государственной художественной галереи в 1953—1955 годах, председателем правления Союза художников Чувашской АССР в 1955—1957 годах и одновременно работал художником Чувашского творческо-производственного комбината Художественного фонда РСФСР (ЧТПК ХФ РСФСР) в 1949—1977 годах. Член Союза художников СССР с 1955 года. Являлся членом ревизионной комиссии союза художников Чувашской АССР и членом выставочного комитета зональной выставки «Большая Волга».
На всём протяжении творческого пути Ф. П. Осипов придерживался принципов реализма, проявил себя в станковой и книжной графике, искусстве плаката. Также известен своими пейзажами и натюрмортами. Первым из чувашских художников начал работать в технике цветной линогравюры.
Был участником республиканских, зональных, всесоюзных и всероссийских выставок. Его персональные выставки прошли в 1968, 1990, 1994, 1995, 1997, 2000 годах в Чебоксарах и в 2000 году в Новочебоксарске. В 2007 году в Чувашском государственном художественном музее состоялась выставка Фёдора Прокофьевича Осипова, посвящённая его 90-летию.
Умер 3 февраля 2009 года в Чебоксарах.

## Заслуги
- Заслуженный художник Чувашской АССР (1968), народный художник Чувашской Республики (1997).
- Почётный член Национальной академии наук и искусств Чувашской Республики (1998)[2].
- Награждён орденами Отечественной войны 2-й и 1-й степеней, Красной Звезды и Трудового Красного Знамени (1991)[6], а также медалями, в числе которых медаль «За отвагу» (1944)[2].